# Батько-засновник (Сімак)
«Батько-засновник» (англ. Founding Father) — науково-фантастичне оповідання Кліффорда Сімака, вперше опубліковане журналом «Galaxy Science Fiction» у травні 1957 року.

## Сюжет
Вінстон Кірбі в хорошому настрої повертається з прогулянки до величезного розкішного маєтку, де мешкає з компанією найкращих друзів.
Вони шестеро безсмертних, які за сотню років космічної подорожі, досягли наміченої планети і заснували тут колонію.
Він задоволений прогулянкою, але прагне повернутись у приємне товариство, яке надає сенсу його життю.
Але в будинку порожньо і кудись зникло його багате убранство.
Робот-«дворецький» повідомляє йому, що вони (роботи) вимушені були вимкнути обладнання «дімензіно», яке створювало віртуальних друзів, багате оздоблення та їжу для збереження його психічного здоров'я протягом небувало-довгої подорожі. Тепер більшість ресурсів йтиме на інкубатори для тисяч ембріонів людей та тварин, які вони привезли з собою.
Кірбі починає пригадувати.
Вони — безсмертні мутанти, які мали призвести до перенаселення Землі, могли цю проблему вирішити.
І це був його ризикований план (на який більше ніхто не зголосився) — досягнути підходящої, але далекої планети наодинці, використовуючи «дімензіно».
Тепер йому належало стати батьком, суддею і адміністратором нової колонії.
Але мозок не хотів розлучатися зі звичними та приємними речами і його минуле життя почало перекривати реальність.